# 福克蘭港
福克蘭港（英語：Falkland Harbour），是南極洲的海港，位於南奧克尼群島，處於鮑威爾島西南部，由挪威捕鯨者繪入地圖，該海港現時由南極條約體系管理。